# 越婢湯
越婢湯在中醫上的分類屬「辛涼解表」藥，常用於治療因感冒所引發的水腫。此病症好發於身體肥胖的人，或者排尿功能欠佳的人在感冒時也容易發這種病。

## 出處
《金匱要略．水氣病脈證並治篇》：「風水，急風，一身悉腫，脈浮不渴，續自汗出，無大熱，越婢湯主之。」

## 功用
越婢湯有如下等功用：發汗、退熱、利尿、消水腫、抗菌、抗炎，抗過敏。

## 方劑組成
越婢湯的組成為：麻黃六兩，石膏半斤，生薑三兩，大棗十五枚，甘草二兩。右五味，以水六升，先煮麻黃，去上沫，內諸藥，煮取三升，分溫三服。

## 辨症要點
《金匱要略．水氣水氣病脈證并治篇》中提出了辨症上的幾個要點，分別是：「風水，惡風，一身悉腫，脈浮不渴，續自汗出，無大熱。」
- 風水：此指指外致病原「風邪」入侵，突發頭面部及四肢水腫為主要表現的水腫病。《黃帝內經．素問．水熱穴脈論》中說風水係病人因久勞導致腎臟功能低下，又適逢風邪所致之病症。[3]《諸病源候論·水腫病諸候》中加入了脾臟功能低下的因素，脾、腎臟功能不佳，當腎臟虛弱，便容易出汗，一但受涼，汗就停留在腎；加上脾虛不能治水，便讓水溢於皮膚表層。然後又受到風邪入侵，在風邪與體表之水相互作用之下，便形成水腫之病症。[4]
- 惡風：指的是病患害怕被風吹到。
- 一身悉腫：即全身有水腫的現象，水停於皮膚肌肉之間。導致水腫的主要原因即是上面所說的「風水」。[5]
- 脈浮：即輕輕碰觸脈膊即可感覺到脈膊跳動，因水在皮表，故脈浮。[5]
- 自汗：指非因身體勞動或運動而流汗，通常是身體虛弱所致。[2]

## 相關方劑
- 麻杏甘石湯
- 大青龍湯

## 外部連結
- 麻黃杏仁甘草石膏湯 中藥方劑圖像數據庫 (香港浸會大學中醫藥學院) （中文）（英文）
- 大青龍湯 中藥方劑圖像數據庫 (香港浸會大學中醫藥學院) （中文）（英文）